# Yvan Colonna
Pour les articles homonymes, voir Colonna.
Yvan Colonna, né le 7 avril 1960 à Ajaccio (Corse-du-Sud) et mort le 21 mars 2022 à Marseille (Bouches-du-Rhône), est un éleveur, militant indépendantiste et criminel corse.
En 1997, il participe à l'attaque de la gendarmerie de Pietrosella. Puis il assassine le préfet de Corse Claude Érignac à Ajaccio, le 6 février 1998, lorsqu'il prend la fuite le 23 mai 1999, demeurant en cavale et recherché durant quatre ans. Il est finalement arrêté en 2003 à Olmeto. Sa culpabilité est établie à trois reprises entre 2006 et 2011 en première instance, en appel, puis en renvoi après une cassation de l’arrêt d’appel. La reconnaissance de sa culpabilité et sa condamnation à la réclusion criminelle à perpétuité sont définitivement confirmées en 2012 après le rejet d’un second pourvoi en cassation.
Le 2 mars 2022 à la maison centrale d'Arles, Yvan Colonna est agressé par un codétenu atteint de troubles psychiatriques. Il en meurt le 21 mars 2022, à l'hôpital nord de Marseille.

## Biographie

### Jeunesse et études
Né le 7 avril 1960 à Ajaccio, Yvan Colonna est le fils de Jean-Hugues Colonna, né à Cargèse et député socialiste des Alpes-Maritimes de 1981 à 1988, et de son épouse Cécile Riou, d'origine bretonne (Laz, Finistère). En 1975, toute sa famille s'installe à Nice où Jean-Hugues Colonna, son père, alors enseignant d'éducation physique, a été muté. Après un baccalauréat D, Yvan Colonna entame des études pour devenir professeur d'éducation physique et sportive. Il les abandonne en 1981 et retourne en Corse après avoir effectué son service militaire dans la brigade de sapeurs-pompiers de Paris.

### Berger et militantisme nationaliste
Il s'installe à Cargèse, où il se lance dans l'élevage de chèvres — la presse française le surnommera plus tard le « berger de Cargèse ». Il milite dans des mouvements nationalistes proches du Front de libération nationale corse (FLNC).
Dans les années 1990, lors de l'éclatement du mouvement FLNC entre Canal historique et Canal habituel, il semble prendre du recul par rapport à la mouvance nationaliste. Vers la fin des années 1990, il est soupçonné par certains membres du mouvement nationaliste d'être l'informateur du préfet Bonnet, successeur de Claude Érignac.

### Attaque de la gendarmerie de Pietrosella
Yvan Colonna est poursuivi pour association de malfaiteurs en relation avec une entreprise terroriste pour l'attaque à l'explosif de la gendarmerie de Pietrosella (Corse-du-Sud) en 1997, au cours de laquelle deux gendarmes ont été pris en otage et où l'arme qui servira plus tard à tuer le préfet Érignac a été dérobée. Il est condamné pour avoir joué le rôle de guetteur le 20 juillet 2001.

### Affaire Colonna

#### Cavale et arrestation
Dénoncé à plusieurs reprises, pendant un an et demi, par quatre des six nationalistes coaccusés, pour l'assassinat du préfet Érignac commis le 6 février 1998 à Ajaccio, ainsi que par leurs épouses, plusieurs étant revenus sur leurs déclarations au bout de dix-huit mois, Yvan Colonna prend la fuite le 23 mai 1999. Après s'être soustrait pendant plus de quatre ans à la justice, il est arrêté près d'Olmeto, à proximité du lieu-dit monte Barbatu, le 4 juillet 2003 et transféré le lendemain 5 juillet à la prison de la Santé, à Paris. Le ministre de l'Intérieur Nicolas Sarkozy déclare le soir de l'arrestation que « la police française vient d'arrêter Yvan Colonna, l'assassin du préfet Érignac », ce qui lui vaut des reproches pour atteinte à la présomption d'innocence et des poursuites judiciaires de la part d'Yvan Colonna. Yvan Colonna engage une procédure mais le tribunal de Paris reporte son jugement à la fin des fonctions présidentielles de Nicolas Sarkozy en raison de son immunité. Une semaine après son arrestation, ses complices sont condamnés à des peines allant jusqu'à la réclusion criminelle à perpétuité.

#### Premier procès
Le 31 octobre 2006, la Cour de cassation ayant rejeté le pourvoi d'Yvan Colonna contre son renvoi devant la Cour d'assises spécialement composée de Paris, celui-ci est renvoyé pour « assassinat en relation avec une entreprise terroriste » devant la cour d'assises spéciale de Paris du 12 novembre au 12 décembre 2007, qui le condamne le 13 décembre 2007 à la réclusion criminelle à perpétuité.

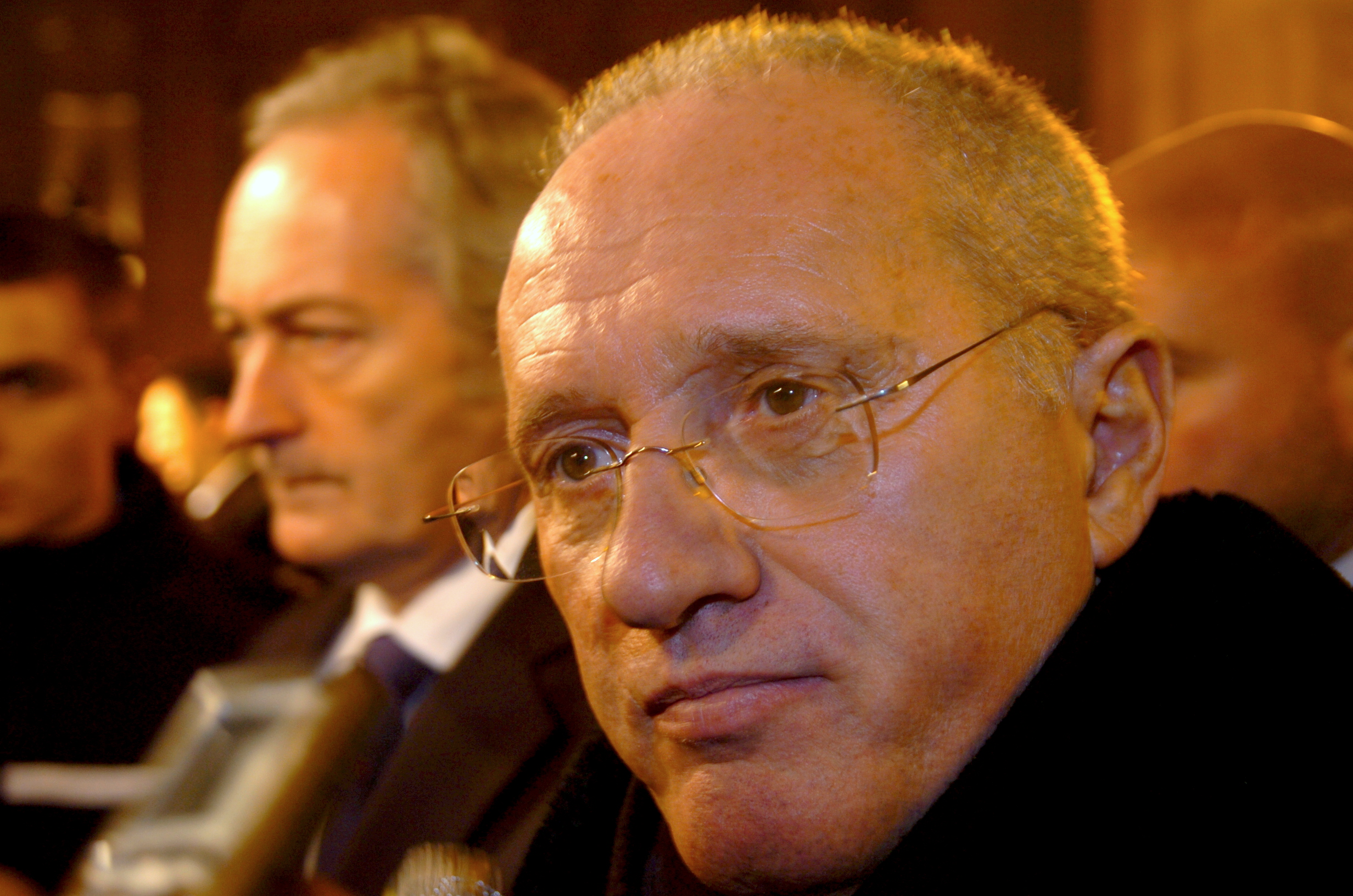
Antoine Sollacaro, avocat d'Yvan Colonna, s'exprime à la sortie de la cour d'assise de Paris après le verdict, le 13 décembre 2007.

La peine prononcée par la cour d'assises spéciale de Paris, après un mois de procès, ne suit pas les réquisitions du parquet, qui avait demandé la réclusion criminelle à perpétuité assortie d'une période de sûreté de 22 ans, la défense ayant demandé l'acquittement.
L'un des avocats d'Yvan Colonna, maître Antoine Sollacaro, a évoqué une « erreur judiciaire », affirmant que le dossier est « absolument vide de preuve » et a conclu en annonçant : « Nous allons faire appel dans les plus brefs délais ».
Durant le procès, Yvan Colonna a été innocenté par le seul témoin ayant vu le tueur de près : Marie-Ange Contart, qui a croisé le regard de l'assassin au moment où il tirait sur le corps du préfet au sol. La jeune femme s'était signalée aux enquêteurs avant la mise en cause d'Yvan Colonna.

#### Deuxième procès
Yvan Colonna est condamné de nouveau à la perpétuité le 27 mars 2009, peine assortie d'une période de sûreté de 22 ans en appel par la cour d'assises de Paris spécialement composée, qui a une compétence exclusive en matière terroriste et qui est composée en appel de neuf magistrats professionnels.
Le 30 juin 2010, la Cour de cassation annule, pour des raisons de vice de procédure, la condamnation du 27 mars 2009 prononcée par la Cour d'assises spéciale de Paris. La juridiction suprême reproche à cette dernière de n'avoir pas respecté l'article 331 du code de procédure pénale qui interdit d'interrompre un témoin pendant sa déposition. L'un d'entre eux, cité comme expert par la défense, avait été interrompu par le parquet et les parties civiles qui avaient mis en doute ses compétences en matière de balistique. Son audition s'était, ensuite, déroulée sur deux journées.
Le 8 juillet 2010, Yvan Colonna est condamné à un an de prison ferme pour transport et détention d'arme de première catégorie et relaxé des chefs d'accusation d'association de malfaiteurs et de faits commis en lien avec une entreprise terroriste.
Le parquet interjette appel le 11 juillet 2010.

#### Troisième procès
Le 2 mai 2011 s'ouvre le troisième procès à la cour d'assises de Paris d'Yvan Colonna. Le 20 juin 2011, Yvan Colonna est reconnu comme étant le tireur et est condamné pour la troisième fois à la réclusion criminelle à perpétuité, sans période de sûreté, par la cour d'assises spéciale de Paris. Il est défendu par Gilles Simeoni aux côtés d’Antoine Sollacaro, de Pascal Garbarini et d'Éric Dupond-Moretti. Pour la première fois de l'histoire judiciaire française, une cour d'assises motive son verdict, anticipant de fait une évolution législative française visant à se mettre en conformité avec la jurisprudence européenne. Le 11 juillet 2012, la Cour de cassation rejette le pourvoi que la défense d'Yvan Colonna a intenté.
Le 16 octobre 2012, Antoine Sollacaro, qui fut l'un de ses avocats, est assassiné dans une station-service sur la route des îles Sanguinaires (son assassinat n'est cependant pas lié à son statut d'avocat d'Yvan Colonna).

#### Saisine de la Cour européenne des droits de l'Homme
Le 11 janvier 2013, Yvan Colonna saisit la Cour européenne des droits de l'homme, estimant qu'il n'a pas eu le droit à un procès équitable. En janvier 2015, sa requête est déclarée recevable par la Cour. « La requête a passé le filtre de la recevabilité et a été transmise au gouvernement français », déclare à la presse son avocat, Me Patrice Spinosi. Selon lui, « il appartient désormais au gouvernement français de répondre d'ici juillet à notre argumentation par la voix du ministère des Affaires étrangères ». Il ajoute qu'une décision sur le fond pourrait être rendue en 2017. « Si comme nous l'espérons la Cour européenne condamnait la France, la porte serait ouverte pour qu'Yvan Colonna puisse saisir la cour de révision et de réexamen de la Cour de cassation ».
La Cour européenne des droits de l'homme juge finalement irrecevable la requête d'Yvan Colonna, condamné pour l'assassinat du préfet Erignac, qui s'estimait victime d'atteinte à la présomption d’innocence, refus qui ferme la porte à un nouveau procès.

#### Vie en prison
Yvan Colonna est d'abord incarcéré à la prison de Fresnes (Val-de-Marne). Il reste huit ans à Fresnes puis un an à Toulon, avant d'être transféré à la maison centrale d'Arles. En 2013, il est transféré à la prison de Réau, en Seine-et-Marne, pour suspicion de tentative d'évasion avec des explosifs. Il retourne à Arles quelques semaines plus tard.

### Vie privée
En 1990, Yvan Colonna et sa compagne Pierrette Serreri deviennent parents d'un garçon prénommé Jean-Baptiste, Ghjuvan Battista en corse.
Il se marie au centre pénitentiaire de Fresnes le 3 mars 2011 avec une Corse de 38 ans prénommée Stéphanie, mère de deux enfants nés d'un précédent mariage. La cérémonie est alors célébrée par Henri Israël, adjoint (PS) au maire de Fresnes, en présence de Jacques Gaillot. Un fils prénommé Joseph, Ghjaseppu en corse, naît de cette union le 1er décembre 2011 à Ajaccio,. Le 6 février 2018, la femme d'Yvan Colonna, Stéphanie Colonna, interpelle le président Emmanuel Macron, alors en visite à Ajaccio, sur l'impossibilité pour son fils de voir son père. Elle demande le transfert de son mari en Corse, détenu à Arles sous le statut de détenu particulièrement signalé.

### Agression en prison et mort
Le 2 mars 2022, à 10 h 10, Yvan Colonna, seul dans la salle de sports de la maison centrale d'Arles, est violemment agressé par Franck Elong Abé, un codétenu musulman fondamentaliste chargé de l'entretien de la salle. Camerounais âgé de 36 ans, l'agresseur purge une peine de neuf ans de prison pour association de malfaiteurs en vue de la préparation d'un acte de terrorisme. Il a été arrêté en Afghanistan où il était parti faire le djihad. D'abord détenu sur la base américaine de Bagram, puis remis à la France, son parcours pénitentiaire est émaillé d'incidents violents : tentative d'évasion, incendies volontaires, etc.,.
Après l'agression, qui dure près de huit minutes, Yvan Colonna est conduit en urgence à l'hôpital d'Arles, avant d’être transféré à l'hôpital nord de Marseille, dans un état grave à la suite d'une longue strangulation et étouffement réalisé avec des sacs en plastique et des serviettes. Initialement annoncé comme mort, puis en état de mort cérébrale, il est, selon l'un de ses avocats, en coma post-anoxique. Le 6 mars, une information judiciaire est ouverte pour tentative d'assassinat en relation avec une entreprise terroriste et association de malfaiteur terroriste, selon l'annonce du procureur de la République antiterroriste,,,,. Le 8 mars, son statut de détenu particulièrement signalé est levé par le Premier ministre Jean Castex en raison de sa « situation médicale ».
Yvan Colonna meurt le 21 mars 2022 à l'hôpital nord de Marseille, 19 jours après son agression.
Ses obsèques en Corse rassemblent plusieurs milliers de personnes, de l'arrivée de sa dépouille à Ajaccio le 23 mars 2022 à la cérémonie religieuse à Cargèse le 25 mars 2022.
Le 6 avril 2022, la famille d'Yvan Colonna attaque l'État en justice pour l'agression ayant mené à sa mort.
Le rapport de l'inspection générale de la Justice sur l'assassinat d'Yvan Colonna, remis à la Première ministre Élisabeth Borne, est rendu public le 28 juillet suivant. Il évoque des dysfonctionnements et des manquements de la part du personnel de la maison centrale d'Arles, notamment de l'ancienne directrice et du surveillant intervenu le premier après les faits.
Le 18 février 2025, le tribunal administratif de Marseille condamne l'État français à verser 75 000 euros aux héritiers d'Yvan Colonna pour « manquements fautifs de l'administration pénitentiaire ».

## Influence et postérité
Fin 2007, le journaliste politique et judiciaire Dominique Paganelli et le dessinateur Tignous couvrent le premier procès d'Yvan Colonna, pour le journal Charlie Hebdo. Tous deux en tirent l'année suivante la bande dessinée Le Procès Colonna. L'ouvrage obtient le prix France Info de la bande dessinée d'actualité et de reportage 2009.
Dès le début de sa cavale en 1999, puis lors de son arrestation en 2003, ses procès à la fin des années 2000 et finalement sa mort controversée en prison en 2022, Yvan Colonna s'est affirmé comme une personne emblématique du nationalisme corse. Sa situation d'origine, militant ayant refusé de prendre parti lors des règlements de compte entre factions nationalistes dans les années 1990, ainsi que ses convictions indépendantistes restées fermes et inchangées, ont contribué à faire émerger cette image.
Plusieurs manifestations de soutien envers Yvan Colonna sont organisées en réponse à cette tentative d'assassinat et des slogans mettant en cause l'État français apparaissent. Le 10 mars, Gilles Simeoni, président du Conseil exécutif de Corse et ancien avocat de Colonna, appelle à l'ouverture d'un nouveau cycle politique dans l'île afin de mettre un terme aux violences qui ont lieu en marge des manifestations. Le 15 mars, après plusieurs jours de violences et près de cent trente blessés, le ministre de l'Intérieur Gérald Darmanin déclare, en prélude à un déplacement de trois jours sur l'île, que le gouvernement est « prêt à aller jusqu'à l'autonomie »,. Le 22 mars, la collectivité de Corse annonce la mise en berne de ses drapeaux « pour exprimer la tristesse collective ». Le président de la République Emmanuel Macron réagit le lendemain en qualifiant cette action de « faute ».

### Filmographie
- Yvan Colonna, l'impasse, par Ariane Chemin, Samuel Lajus, Gilles Perez, diffusé sur France 3 le 5 février 2015.
- Yvan Colonna, la traque (série Faites entrer l'accusé), par Benoît Bertrand Cadi, diffusé sur France 2 le 8 novembre 2015.
- Les Anonymes - Ùn' pienghjite micca, film de Pierre Schoeller